# Mats Gren
Mats Gren (født 20. december 1963) er en tidligere svensk fodboldspiller, og siden 2012 fodboldtræner for Jönköpings Södra IF. Han trænede i perioden 2009-2011 Vejle Boldklub.

## Spillerkarriere
Mats Gren er bedst kendt fra det svenske landshold, hvor han opnåede 23 kampe, samt 15 års tjeneste i den schweiziske storklub Grasshopper-Club Zürich. Mats Gren har endvidere spillet for Falu BS og IFK Göteborg i Sverige.
Højdepunktet i spillerkarrieren var deltagelsen ved VM i fodbold 1990 i Italien.

## Trænerkarriere
Fra 2007-2009 har Mats Gren været assistenttræner i Grasshopper-Club Zürich. Inden da var han i en enkelt sæson cheftræner for FC Vaduz. Desuden har Mats Gren været cheftræner for Grasshopper-Club Zürichs U18 og U16-hold.
Mats Gren har UEFAs højeste trænerlicens P-licensen .

### Vejle BK
I sommeren 2009 blev Gren ansat som cheftræner i Vejle Boldklub på en 3-årig kontrakt. Hans første sæson i klubben blev en skuffelse, da det kun blev til en 10. plads i 1. division for den ambitiøse klub. Mats Gren fik dog oprejsning ved at føre Vejle frem til semifinalen i Pokal'en, hvor det endte med et samlet nederlag til de senere vindere FC Nordsjælland. Gren blev 12. april 2011 fyret i Vejle.
| 0Cheftræner | 0Sæson                                              | Statistik            | Statistik   | Point         | 0 Tabel             |
| ----------- | --------------------------------------------------- | -------------------- | ----------- | ------------- | ------------------- |
| 0 Mats Gren | 0 2009 / 2010 1. division 0 2010 / 2011 1. division | 30-7-12-11 21-10-7-4 | 33-34 34-23 | 33 pts 37 pts | 10. plads 03. plads |

Statistik: Antal kampe (vundne, uafgjorte og tabte), mål for/imod og gennemsnitligt antal points pr. kamp (kun liga-kampe)
Oversigt sidst opdateret: 7. december 2010.